# 阿佐美実高
阿佐美 実高（あさみ さねたか、生年不詳 - 仁治2年（1241年））は、平安時代末期から鎌倉時代にかけての武蔵国児玉党の武士。通称は太郎。従五位下。

## 略歴
児玉党本宗家4代目庄太夫家弘の五男（末子）である庄五郎弘方（阿佐美氏祖）の嫡男として生まれ、児玉郡の入浅見村（現在の埼玉県本庄市児玉町入浅見）が出身。
『吾妻鏡』では、建久元年（1190年）11月7日条（雨降る）に、源頼朝が上洛する際、先陣随兵の17番に阿佐美太郎の名が確認できる。児玉党の庄氏や四方田氏と共に将軍の上洛に際し、従っていた。また、建久6年（1195年）の将軍家東大寺供養の際にも先陣随兵として「淺見太郎（実高）」の名が確認できる。正治2年（1200年）1月19日に左衛門尉に任ぜられ、建保4年（1216年）12月14日には右衛門尉に任ぜられた。その25年後の仁治2年（1241年）に没したと『武蔵七党系図』には記載されている。
実高は児玉郡の入浅見（児玉御庄）の他、上野国高山御庄、吾妻郡小中山村や越後国荏保・横会禰保、加賀国島田村領などにも所領を有していた（庄太郎家長も参照）。これらの各所領は児玉実家ら子息達が領有する事になったとされる。

## その他
- 別の七党系図では、正治2年に右衛門尉、建保4年に左衛門尉に任ぜられるとある。
- 児玉町の在地伝承によれば、奥州合戦（1189年）時、鶴岡八幡宮に祈願し、戦功を挙げ、帰陣した後に分社の八幡神社を建てたとされる。